# Theobald Smith
Theobald Smith (31. srpnja 1859. – 10. prosinca 1934.) bio je jedan od prvih američkih epidemiologa i patologa, te se smatra jednim od prvih američkih istraživača značajnih u svjetskim razmjerima. 
Smith je postao prvostupnik filozofije na Sveučilištu Cornell 19881.g., te kasnije, 1883.g. liječnik na Medicinskom fakultetu Sveučilišta Albany. 
Godine 1884.g. Smith se zaposlio u engl. Bureau of Animal Industry gdje je radio kao suradnik veterinaru Daniel Elmer Salmonu, na istraživanju bolesti životinja. 
Tijekom dvije godine, Smith je istraživajući cjepivo za svinje, otkrio uzročnika svinjske kolere, što se pokazalo da je otkrio novu vrstu bakterija koju je nazvao prema Salmonu, lat. Salmonella.
Godine 1889.g. se je bavio istraživanjem Teksaške groznice, bolesti goveda, i zajedno je s veterinarom, F.L. Kilbourneom, otkrio uzročnika te bolesti praživotinju parazita lat. Babesia bigemina, koja se prenosi krpelji. To otkriće navelo je ostale istraživače u svijetu da razmišljaju o kukcima kao mogućim prijenosnicima (vektorima) mnogih zaraznih bolesti (npr. malarija, žuta groznica).
Uz ova otkrića, Smith se je tijekom svoje karijere bavio još mnogim istraživanjima kao što su npr:
- istraživanjem razlika tuberkuloze u čovjeka i goveda,
- istraživanjem anafilaksije,
- istraživanjem bruceloze,
- istraživao je toksin difterije kao cjepivo protiv te bolesti,
- istraživanjem komaraca kao vektora u prijenosu malarije,
- opisao je bakteriju Campylobacter fetus kao odgovornu za bolest fetalne membrane u goveda.